# Insalata nizzarda
L'insalata nizzarda, in francese salade niçoise, è un tipico piatto a base di verdura fresca originario del sud della Francia a partire da Nizza. Oggi è nota in Francia per essere un piatto tipico della Costa Azzurra.

## Descrizione
Il piatto è tipicamente estivo e costituito da pomodori, acciughe e/o tonno, uova sode e varie verdure fresche di stagione; in origine era composta invece soltanto da tre ingredienti: pomodori, acciughe e olio d'oliva. 
Nella preparazione tradizionale moderna si utilizzano pomodori maturi e ben sodi, uova sode tagliate in quattro o a rondelle, tonno, filetti interi di acciughe sotto sale mondate o sottolio, peperoni verdi a corno di bue, carciofi teneri o carciofini e/o fave fresche, olive nizzarde, cipolla rossa o cipollotti e/o ravanelli, basilico, eventualmente mesclun (insalatina mista), sedano e cetrioli, e si condisce con abbondante olio di oliva, sale e pepe in una insalatiera sfregata internamente con l'aglio; normalmente non si usa aceto. 
Dagli anni '80 è usuale talvolta aggiungervi anche chicchi lessati di mais dolce o altri ingredienti come patate lesse, non previsti però nella ricetta originale, che utilizza esclusivamente verdure crude di stagione e del territorio.
Il piatto, con qualche variante, è tipico anche della zona costiera ligure, dove è chiamato condiglione (in genovese "condiggion" - pronunciato "cundiggiùn", in ligure ponentino "cundijùn"), anche se con la possibile aggiunta di patate e fagiolini verdi lessi e priva di carciofi..